# Воронежская областная детская библиотека
Воронежская областная детская библиотека — библиотека в Воронежской области для детей и подростков, являющаяся методическим центром для 46 специализированных детских библиотек, а также для 838 муниципальных, обслуживающих детское население и 840 школьных библиотек. Осуществляет методическое обеспечение, ведет координирующую и направляющую работу по библиотечному обслуживанию детей и подростков Воронежской области, обобщает и распространяет инновационный библиотечный опыт.

## История
Воронежская областная детская библиотека была основана в 1959 году. В то время отделы обслуживания читателей располагались по адресу: ул. Ново-Алексеевская, дом 2 (в настоящее время это улица Кардашова в районе кинотеатра «Спартак»). Книгохранилище размещалось в здании Воронежской филармонии по ул. Дзержинского, 10-а.
Отделы обслуживания начали полноценную работу для читателей 17 февраля 1960 года. За 11 месяцев первого года работы в библиотеку был привлечен почти 9,5 тысяч читателей. На 1 января 1961 года её фонд составлял немногим более 55 тысяч экземпляров. В структуре библиотеки было 5 отделов и 8 передвижек, которые обслуживали юных читателей в разных районах города Воронежа. В 1964 году библиотека была переведена в помещение по адресу ул. Театральная, дом 19.

## Структура
- Отдел обслуживания детей и руководителей детским чтением
- Отдел обслуживания подростков
- Отдел «Искусство»
- Организационно-методический отдел
- Отдел фондов и каталогов
- Отдел справочно-библиографической и информационной деятельности
- Отдел развития.